# Ian Keith, 12. Earl of Kintore

Wappen des Ian Keith, 12. Earl of Kintore

James Ian Keith, 12. Earl of Kintore (geborener Baird, * 25. Juli 1908; † 1. Oktober 1989) war ein britischer Peer.

## Leben
Er war das älteste Kind von John Baird, 1. Viscount Stonehaven, aus dessen Ehe mit Sydney Keith-Falconer, 11. Countess of Kintore.
Er besuchte das Eton College und durchlief eine Ingenieursausbildung an der Royal School of Mines. Er trat in die British Army ein und erreichte den Rang eines Major der Royal Mechanical Engineers. Er wurde als Associate der Institution of Structural Engineers (A.I.Struct.E.) registriert.
Beim Tod seines Vaters erbte er 1941 dessen Adelstitel als 2. Viscount Stonehaven, 2. Baron Stonehaven und 3. Baronet, of Urie. Er wurde dadurch Mitglied des House of Lords. 1954 wurde er Mitglied des County Council von Kincardineshire. 1959 erhielt er das Amt eines Deputy Lieutenant (D.L.) von Kincardineshire und war 1965 und 1976 Vice-Lieutenant von Hampshire. 1967 änderte er seinen Familiennamen von „Baird“ zu „Keith“, um die Würde des Chief des Clan Keith annehmen zu können. 1974 wurde er Mitglied des Regional Council von Grampian. Beim Tod seiner Mutter erbte er 1974 auch deren Adelstitel als 12. Earl of Kintore und 12. Lord Keith of Inverurie and Keith Hall. Er wurde in die Royal Company of Archers aufgenommen. 1985 verkaufte er das Schloss Keith Hall.

## Ehe und Nachkommen
1935 heiratete er Delia Virginia Loyd (1915–2007), eine Enkelin mütterlicherseits des 2. Baron Brabourne. Mit ihr hatte er drei Kinder:
- Lady Diana Elizabeth Virginia Sydney Baird (* 1937), ⚭ 1957 John Francis Holman of Rickarton;
- Michael Canning William John Keith, 13. Earl of Kintore (1939–2004), ⚭ 1972 Mary Plum;
- Hon. Alexander David Keith (* 1946).